# Patienten-Information.de
Patienten-Information.de war ein deutsches Online-Gesundheitsportal, das zwischen 1999 und 2024 evidenzbasierte Informationen zu Gesundheit und Krankheit anbot. Träger des Portals waren die Bundesärztekammer und die Kassenärztliche Bundesvereinigung, Betreiber deren gemeinsame Einrichtung Ärztliches Zentrum für Qualität in der Medizin ÄZQ. Die Initiative war Teil des ÄZQ-Leitlinienprogramms.

## Inhalte
Patienten-Information.de bot Erkrankten und anderen Interessierten Informationen, um die Vor- und Nachteile wichtiger Untersuchungs- und Behandlungsmöglichkeiten abzuwägen und Angebote der Gesundheitsversorgung zu mehr als 20 Versorgungsbereichen zu verstehen. Thematische Schwerpunkte waren unter anderem Herz-Kreislauf-Erkrankungen, Kreuzschmerzen, Atemwegserkrankungen und seelische Krankheiten, wie Depression. Weitere Themenbereiche waren Krebs, Frauen- und Männergesundheit, Kinderkrankheiten. Ein Themenbereich beschäftigte sich mit seltenen Erkrankungen. Auf dem Portal wurden wesentliche Informationen zusätzlich in sechs Fremdsprachen und in Leichter Sprache veröffentlicht.

## Geschichte
Patienten-Information.de war ein vom Ärztlichen Zentrum für Qualität in der Medizin (ÄZQ) am 15. November 1999 erstmals veröffentlichtes und seitdem kontinuierlich betriebenes Gesundheitsportal. Es handelte sich seinerzeit um den ersten, von kommerziellen Interessen unabhängigen, Internet-gestützten Patienteninformationsdienst im deutschen Sprachraum. Das Portal zielte auf die Darlegung von Qualitätsanforderungen an Gesundheitsinformationen für Laien sowie auf die Verbreitung von zuverlässigen Informationen zu Gesundheit und Krankheit. Methodische Basis der Informationsangebote war die Gute Praxis Gesundheitsinformation (GPGI) des Deutschen Netzwerks Evidenzbasierte Medizin. Eine Gesundheitsinformation, welche in dem Portal zu finden ist, wurde in einem mehrstufigen Prozess erstellt. Dazu gehörte zum Beispiel ein Management von Interessenkonflikten, eine öffentliche Begutachtung für die Textentwürfe der Patientenleitlinien und die Veröffentlichung von Methodendokumenten. Außerdem wurden an der Texterstellung medizinische Fachleute und Selbsthilfeorganisationen beteiligt. Pflege und Weiterentwicklung des Portals wurden mit Auflösung der herausgebenden Institution ÄZQ zum 31. Dezember 2024 beendet.